# HMS Nairana
El HMS Nairana fue un transbordador de pasajeros que fue requisado por la Marina Real Británica como portaaviones en 1917. Fue botado en Escocia en 1914 como TSS Nairana para la línea naviera australiana Huddart Parker, pero la construcción se suspendió después del estallido de la Primera Guerra Mundial. Tras la reanudación del trabajo, el barco fue botado en 1915 y reconvertido para operar aviones con ruedas desde su cubierta de despegue delantera, así como hidroaviones que se bajaban al agua. Estuvo en servicio durante la guerra con la Gran Flota, y en 1918-19 apoyó la intervención británica en la Guerra Civil Rusa.
El Nairana fue devuelto a sus antiguos propietarios en 1921 y reacondicionado en su configuración original planificada, y pasó los siguientes 27 años transportando pasajeros y carga entre Tasmania y Melbourne. Fue golpeado dos veces por olas gigantes en el estrecho de Bass, y casi volcó en ambas ocasiones. El Nairana fue el único ferry del estrecho de Bass que no fue requisado para el servicio militar en la Segunda Guerra Mundial, y por lo tanto se convirtió en el único barco de pasajeros con servicio a Tasmania durante el conflicto. Fue puesto en amarre en 1948, naufragó en una tormenta tres años después y fue desguazado in situ en 1953-54.

## Hundimiento

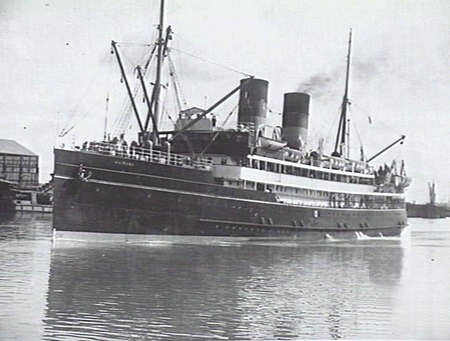
El Nairana como ferry en el estrecho de Bass entre las guerras

A mediados de 1947, las aerolíneas habían capturado una parte significativa del comercio de pasajeros a través del estrecho de Bass, y el programa del Nairana se redujo. El 31 de diciembre, su capitán se desplomó y murió mientras hablaba con dos de sus oficiales mientras el barco estaba atracado en Burnie; una autopsia atribuyó la muerte a una enfermedad cardíaca.
El Nairana hizo su última travesía desde Tasmania al continente el 13 y 14 de febrero de 1948, después de lo cual fue retirado y amarrado en Melbourne. Vendido como chatarra a William Mussell Pty Ltd, Williamstown, el Nairana rompió sus amarres durante un vendaval el 18 de febrero de 1951 y fue empujado a tierra frente al puerto de Melbourne. Irrecuperable, fue desguazado en el lugar en 1953-54.